# Radkov, Tábor
Radkov là một làng thuộc huyện Tábor, vùng Jihočeský, Cộng hòa Séc.